# Velimir Pašara
Velimir Pašara (Žirje, 1949.), hrvatski pjesnik. Piše pjesme na čakavskom narječju s rodnog otoka Žirja. Objavio je 2006. pjesničku zbirku  „Ïdro mojõj dûši“ od sedamdeset pjesama raspoređenih u četiri ciklusa: Ïdro mojõj dûši, Čëkā me škõlj, U fëbri samōće, Svë gre. Po struci je profesor hrvatskog jezika. Druga zbirka koju je objavio je Fortunal sriće 2010. godine, također na čakavici. Treća zbirka U oku te nosim je na standardnom hrvatskom.

## Životopis
Rodio se je na Žirju 1949. godine.
Živi u Kaštel Gomilici. Do umirovljenja bio je profesor hrvatskoga jezika u Solinu. Pjesme je objavio u Maruliću, Školskom vjesniku, Školskim novinama i Metodičkim profilima. Povremeno objavljuje i stručne radove u Školskom vjesniku, Metodičkim profilima, zborniku Dani osnovne škole i školskom listu Salona. Stihove je govorio na Prvom festivalu bodulske kulture u Žirju, na radijskim postajama i na inim javnim nastupima.
Član prosudbenog povjerenstva za recitatore za natječaj ČA u versin, riči i pinelu, objavljenog povodom 25. ČAkavske večeri OŠ Bijaći. Natječaj su objavile Agencija za odgoj i obrazovanje i OŠ Bijaći. Sudionik i mentor pjesničke smotre Ča-more-judi od osnutka te manifestacije 1998. sve do odlaska u mirovinu 2014. godine.
Zastupljen je u pjesničkim zbornicima Erato 2004. i panoramskoj antologiji kaštelanskih pjesnika Odsjaji kaštelanske duše (Kaštela, 2007.).

## Nagrade i priznanja
- 2015.: pohvaljena pjesma na temu Kaštela Stara kaštelanska maslina[4]